# جوشوا وليامز
جوشوا وليامز (بالإنجليزية: Joshua Strange Williams)‏ هو محامي نيوزيلندي، ولد في 19 سبتمبر 1837 في لندن في المملكة المتحدة، وتوفي في 22 ديسمبر 1915 في هوف في المملكة المتحدة.